# Deliciosa sinvergüenza
Deliciosa sinvergüenza és una pel·lícula de comèdia mexicana de 1990 dirigida per René Cardona Jr. i protagonitzada per Lucero.

## Argument
L'enginy i l'habilitat de Lucero per a transformar-se i canviar constantment de persones confon a tres bojos agents del servei internacional que persegueixen amb gran serietat a l'entremaliada delinqüent, causant situacions divertides.

## Repartiment
- Lucero com Lucero.
- Pablo Ferrel com Agent 41.
- Pedro Romo com Agent 42.
- Paco Ibáñez com Agent 43.
- Norma Lazareno com Mare superiora.
- Elvira de la Puente com Germana Luna.
- Troy Vicic auxiliar de vol.

## Producció
Lucerova afirmar que mentre filmava la pel·lícula, va realitzar un vol del Perú a Panamà que va haver de tornar a l'aeroport de Lima després d'una possible amenaça de bomba en el vol. L'amenaça va ser després desestimada com una falsa alarma.

## Banda sonora
Gairebé totes les cançons de l'àlbum Cuéntame de Lucero formaren part de la pel·lícula.